# Sinapis alba
La senape bianca (Sinapis alba L., 1753) è una pianta annuale della famiglia Brassicaceae. Coltivata per i suoi semi, come foraggio e come sovescio per migliorare la fertilità dei terreni, è oggi diffusa in tutto il mondo, sebbene sia originaria probabilmente del bacino del Mediterraneo.

## Descrizione
È una pianta annuale che cresce fino a un'altezza di 70 cm; le foglie sono pennate, simili a quelle della Sinapis arvensis.
I fiori gialli della senape producono silique pelose, che contengono di solito una mezza dozzina di semi, con diametro di 1 - 1,5 mm, di colore variabile dal beige al giallo al marrone chiaro.

## Utilizzo in cucina
I semi possono essere usati interi come sottaceto o tostati per condire pietanze. Quando sono macinati e mescolati con altri ingredienti, si produce una pasta o la nota salsa di senape.
I semi contengono sinalbina, un tioglicoside responsabile del loro sapore pungente. La senape gialla ha una piccola quantità di oli volatili e il gusto è più leggero di quello dei semi di senape nera.
In Grecia e in Sicilia le foglie della pianta vengono consumate durante l'inverno, prima della fioritura primaverile; i greci le chiamano vrouva (βρούβα) o lapsana (λαψάνα).

## Galleria d'immagini

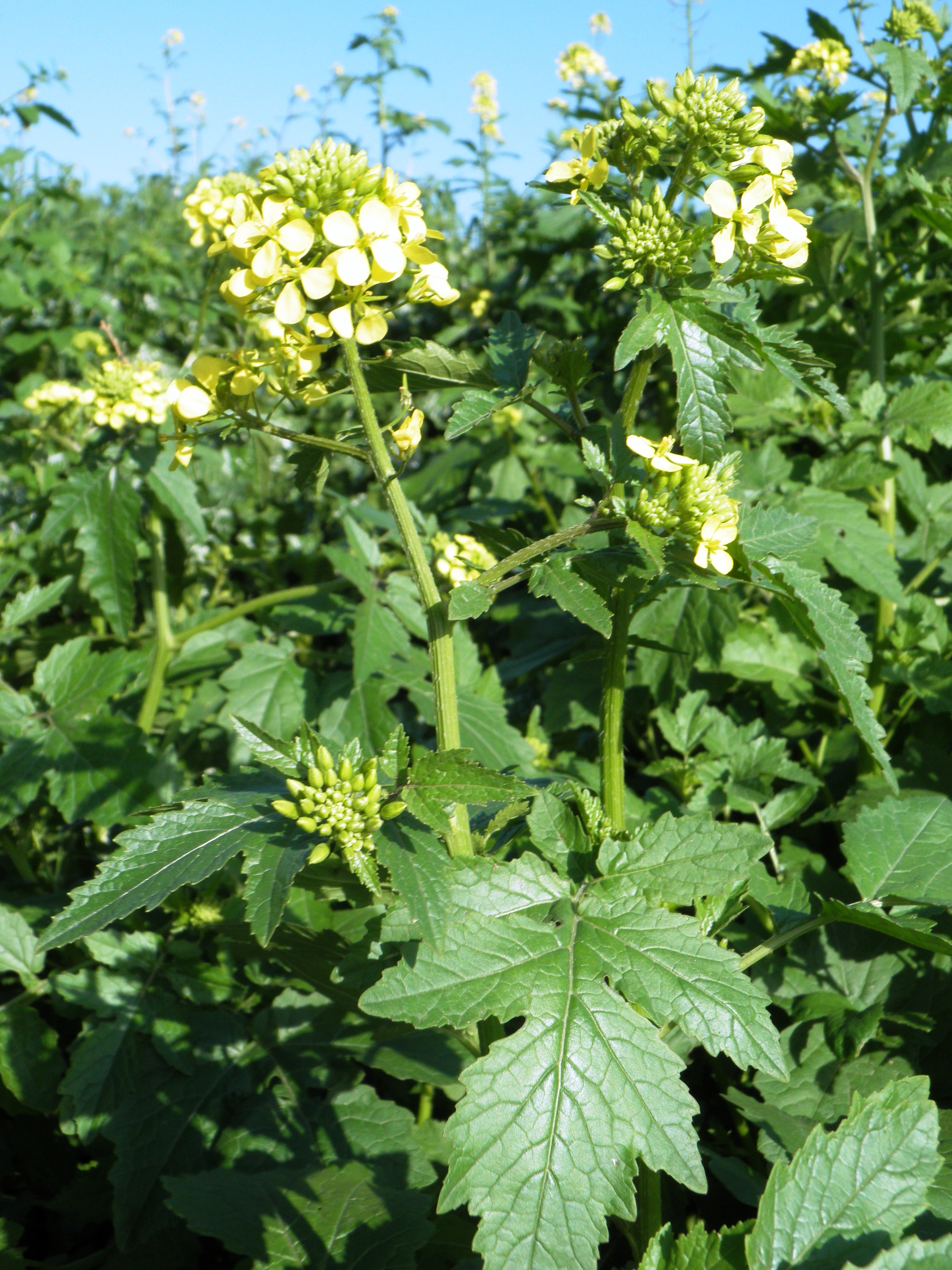
Fioritura
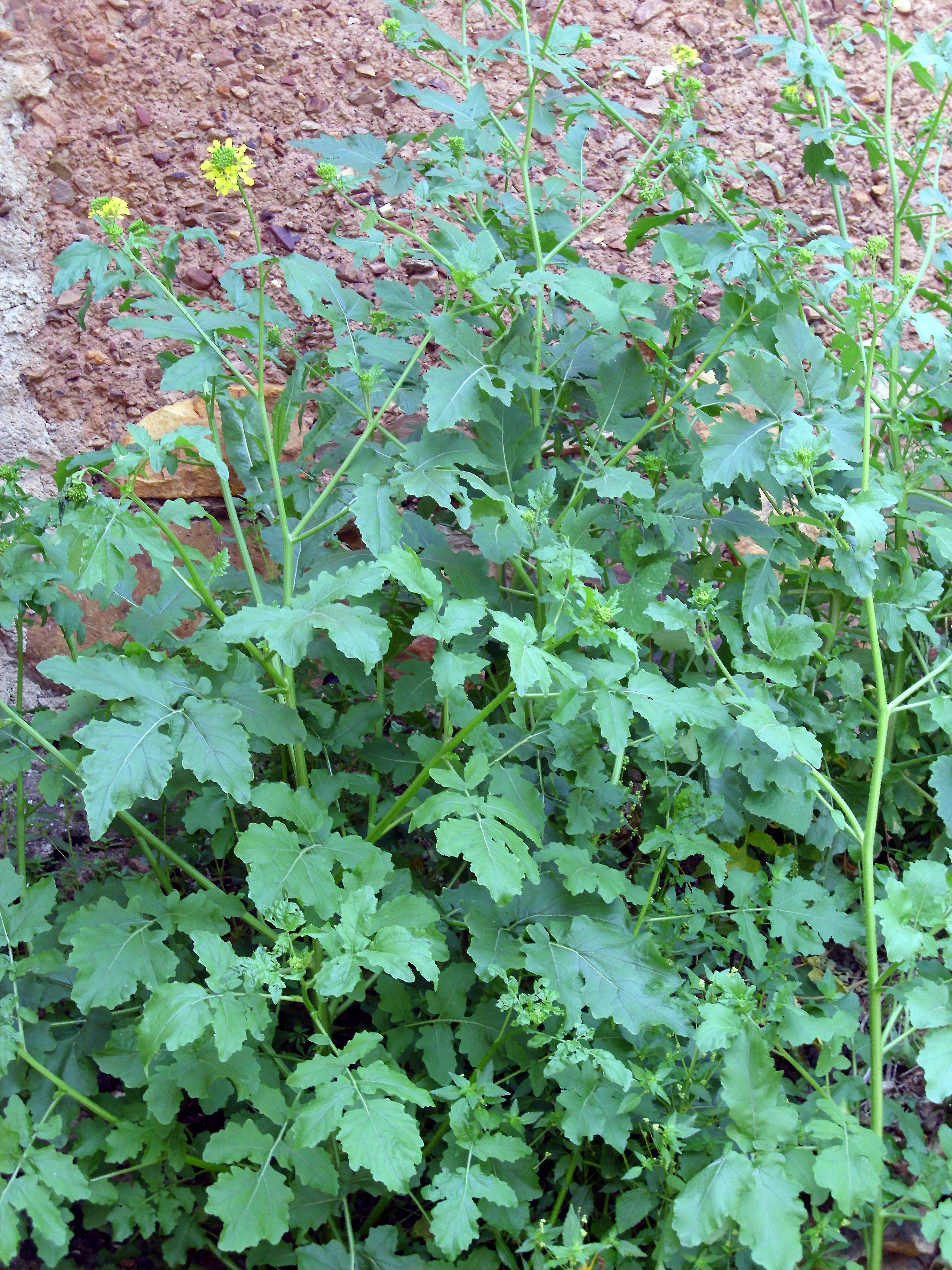
Piante
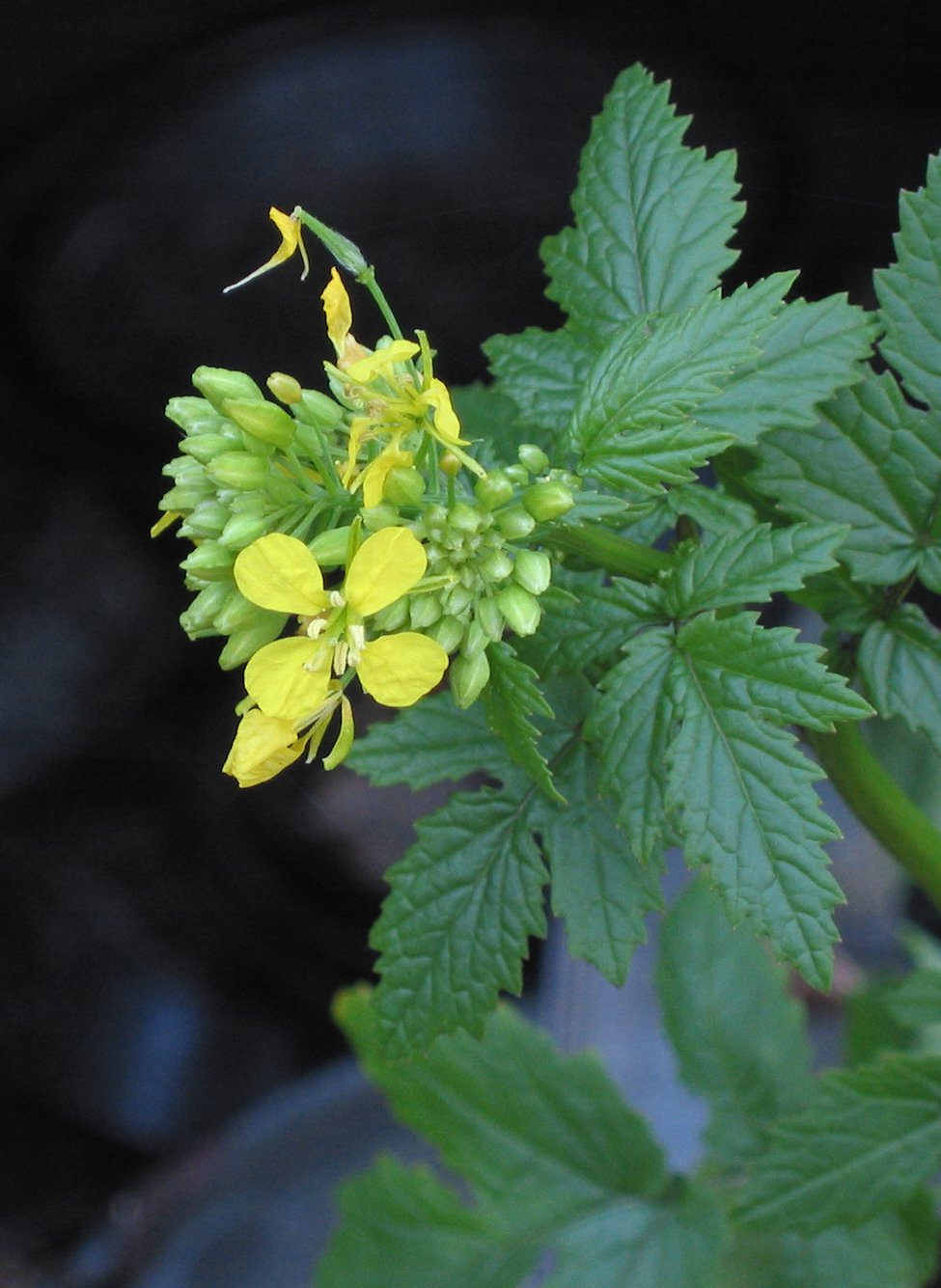
Il fiore
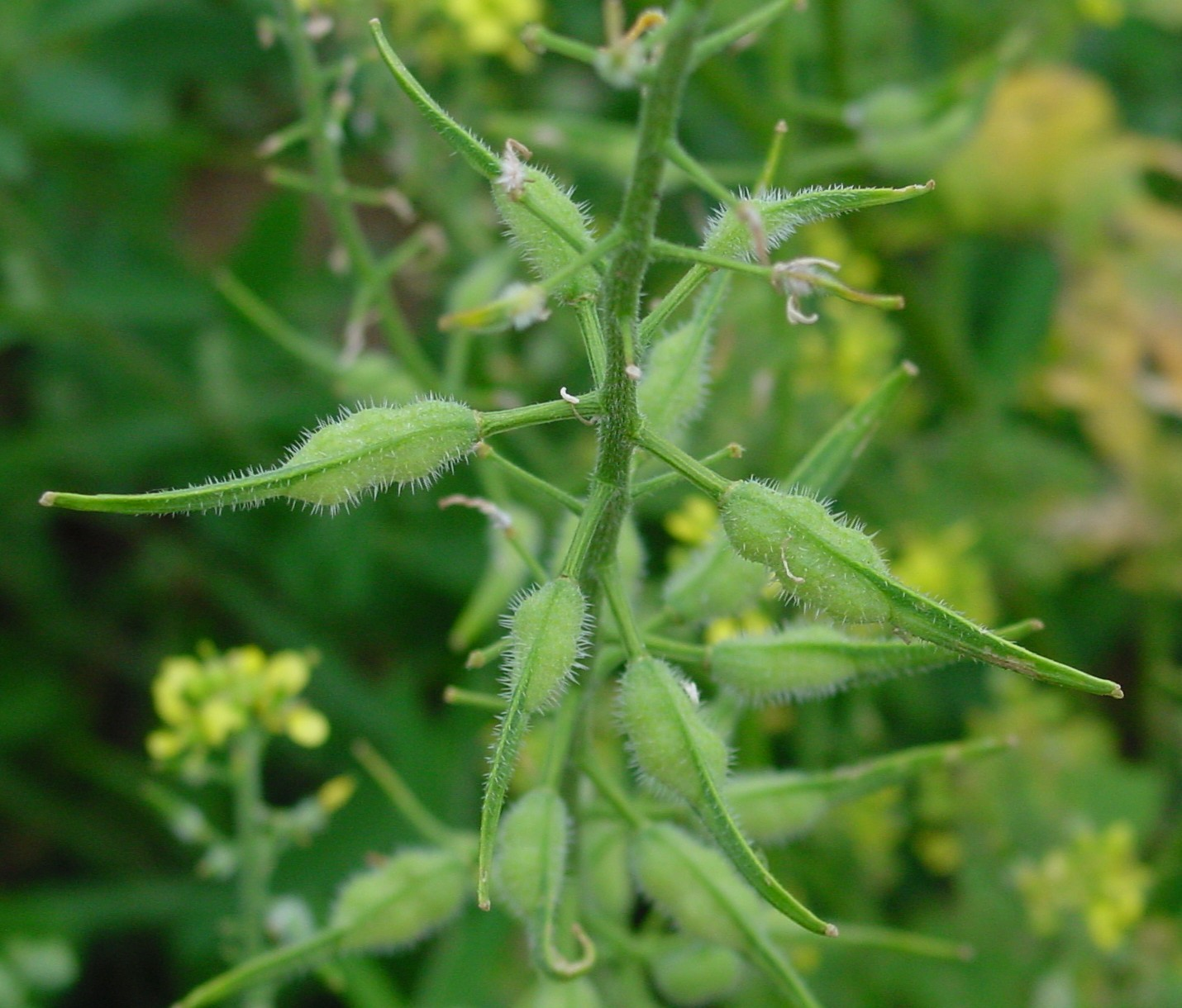
Silique con semi
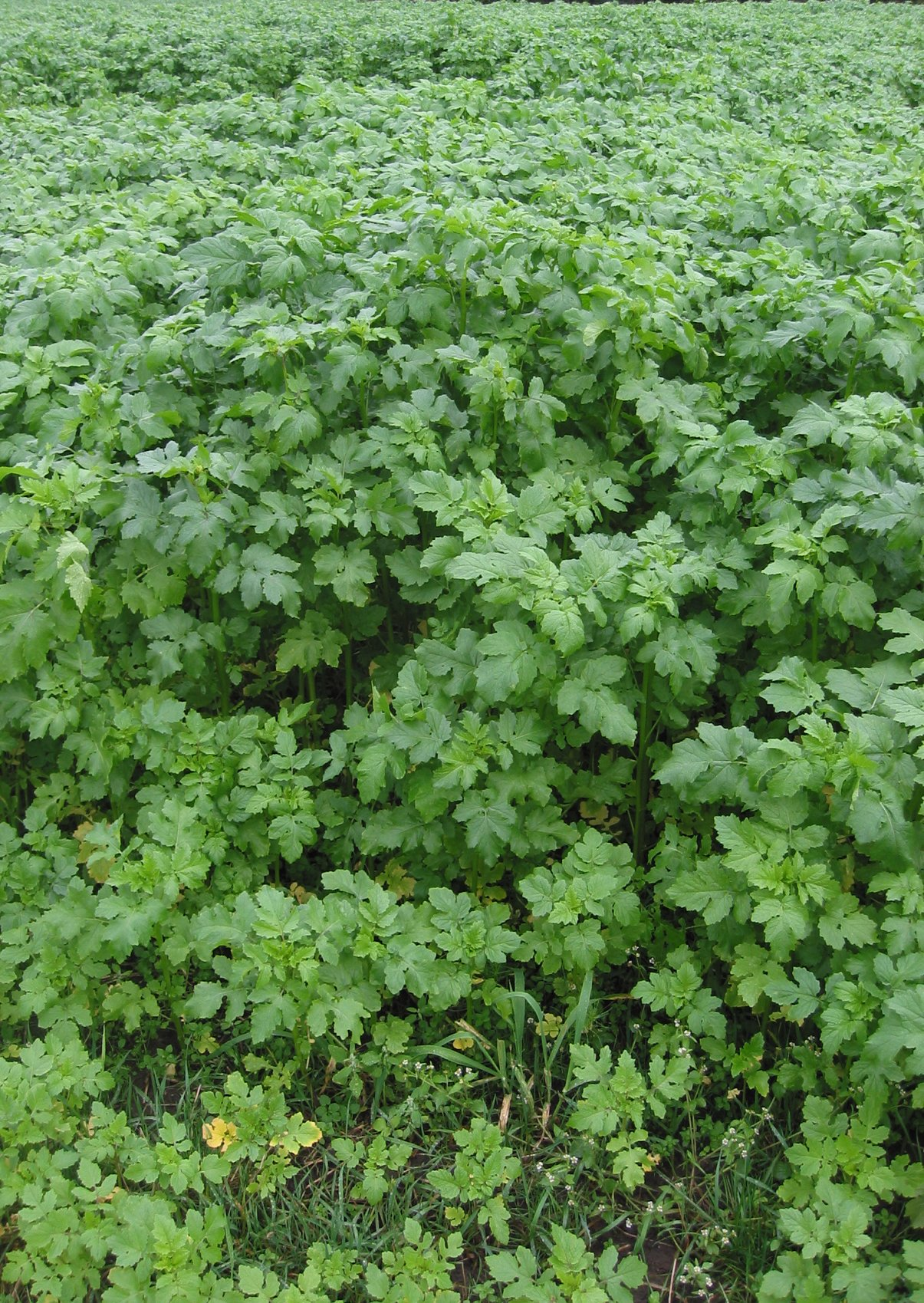
Coltivazione a sovescio